# Maurice Chevrier
 (janvier 2018).
Si vous disposez d'ouvrages ou d'articles de référence ou si vous connaissez des sites web de qualité traitant du thème abordé ici, merci de compléter l'article en donnant les références utiles à sa vérifiabilité et en les liant à la section « Notes et références ».
Maurice Chevrier, né le 28 mars 1961 à Sion, est un homme politique suisse membre du parti démocrate-chrétien (PDC).

## Biographie
Notaire de formation, il est député au Grand conseil du canton du Valais entre 1993 et 1999. Il est ensuite député-suppléant de 1989 à 1999.
En 1999, il est élu au Conseil national où il est membre de la commission des affaires juridiques ainsi que de la commission de l’environnement, de l’aménagement du territoire et de l’énergie. Il est en outre vice-président de la commission judiciaire. 
Il préside en outre la caisse de pension du bâtiment et du génie civil du Canton du Valais ainsi que de l'association valaisanne des institutions en faveur des enfants, adolescents et adultes en difficulté.